# Ismenia Pauchard
María Ismenia Pauchard Demierre (Traiguén, 20 novembre 1932 – Caburgua, 22 maggio 2004) è stata una cestista cilena.

## Carriera
Con il Cile ha disputato due edizioni dei Campionati del mondo (1957, 1964) e due dei Giochi panamericani (Chicago 1959 e San Paolo 1963).

## Morte
Morì tragicamente: il suo corpo fu trovato su un monticello ricco di vegetazione a circa un chilometro dalla sua casa di Caburga, con evidenti segni di aggressione.